# أيوب داود
أيوب داود (24 فبراير 1990 بمقديشو في الصومال - ) هو لاعب كرة قدم صومالي في مركز الوسط. شارك مع منتخب الصومال لكرة القدم. أما مع النوادي، فقد لعب مع نادي بودابست هونفيد ونادي سيون ونادي كروتوني ونادي كياسو ويوفنتوس وكوسينزا كالشيو ونادي لوميتساني ونادي غوبيو.

## وصلات خارجية
- أيوب داود على موقع قاعدة بيانات كرة القدم.إي يو (الإنجليزية)
- أيوب داود على موقع Soccerway.com (الإنجليزية)
- أيوب داود على موقع عالم كرة القدم.نت (الإنجليزية)